# Río Keila
El Keila (en estonio, Keila jõgi) es un río en Estonia septentrional, con una longitud de 107 km. El río surge en el páramo de Loosalu en la parte meridional del municipio de Juuru en el Condado de Rapla. Cruza Keila-Joa en el Condado de Harju y va a desembocar en el golfo de Finlandia. Su caudal medio alcanza 6,4 m³/s, siendo su cuenca hidrográfica de 682 km². Particularmente en su curso superior el río es rico en perciformes y lucios. Especialmente en la ciudad de Keila se usa el río a favor de la industria local. En las proximidades hay una de las más bellas cascada de Estonia. 

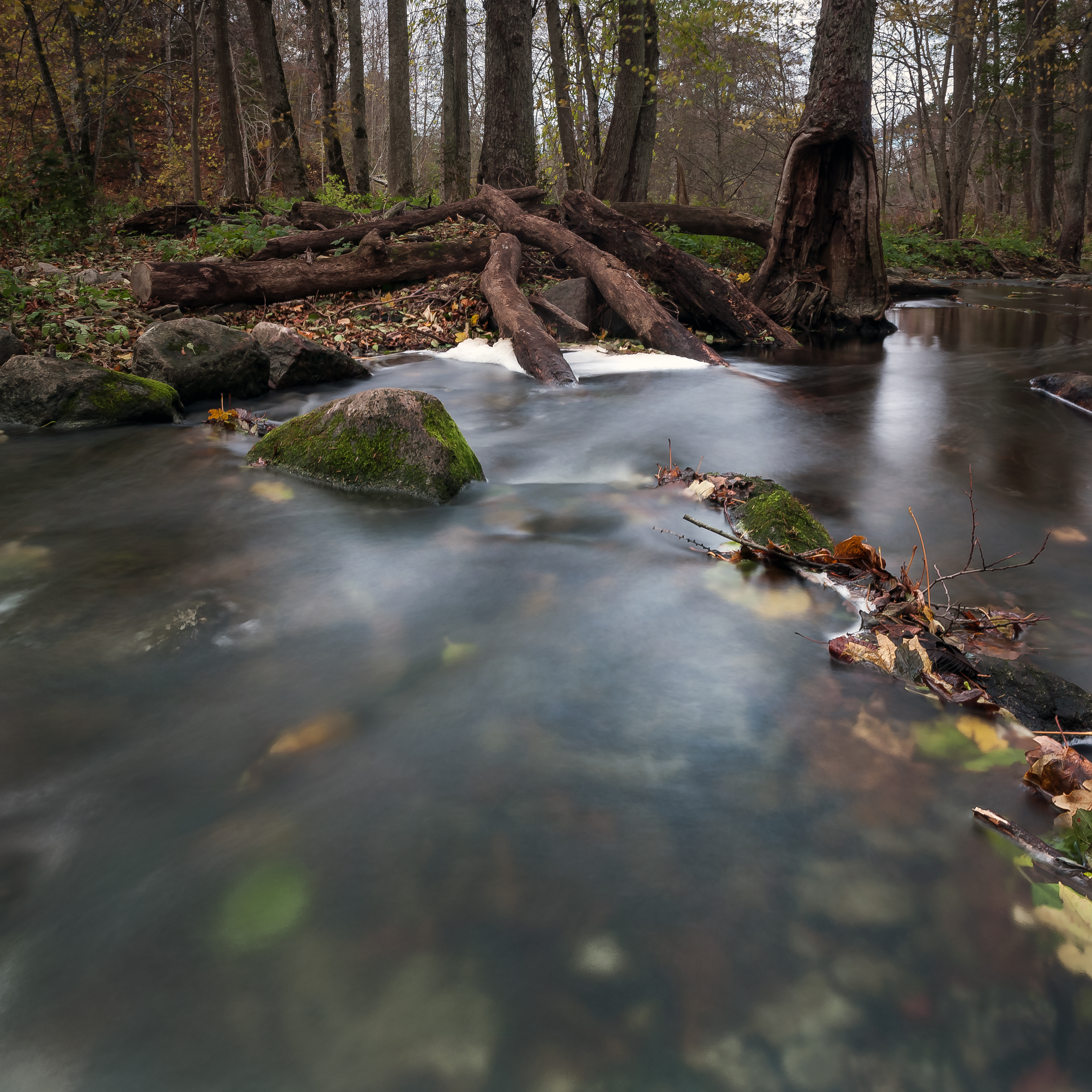
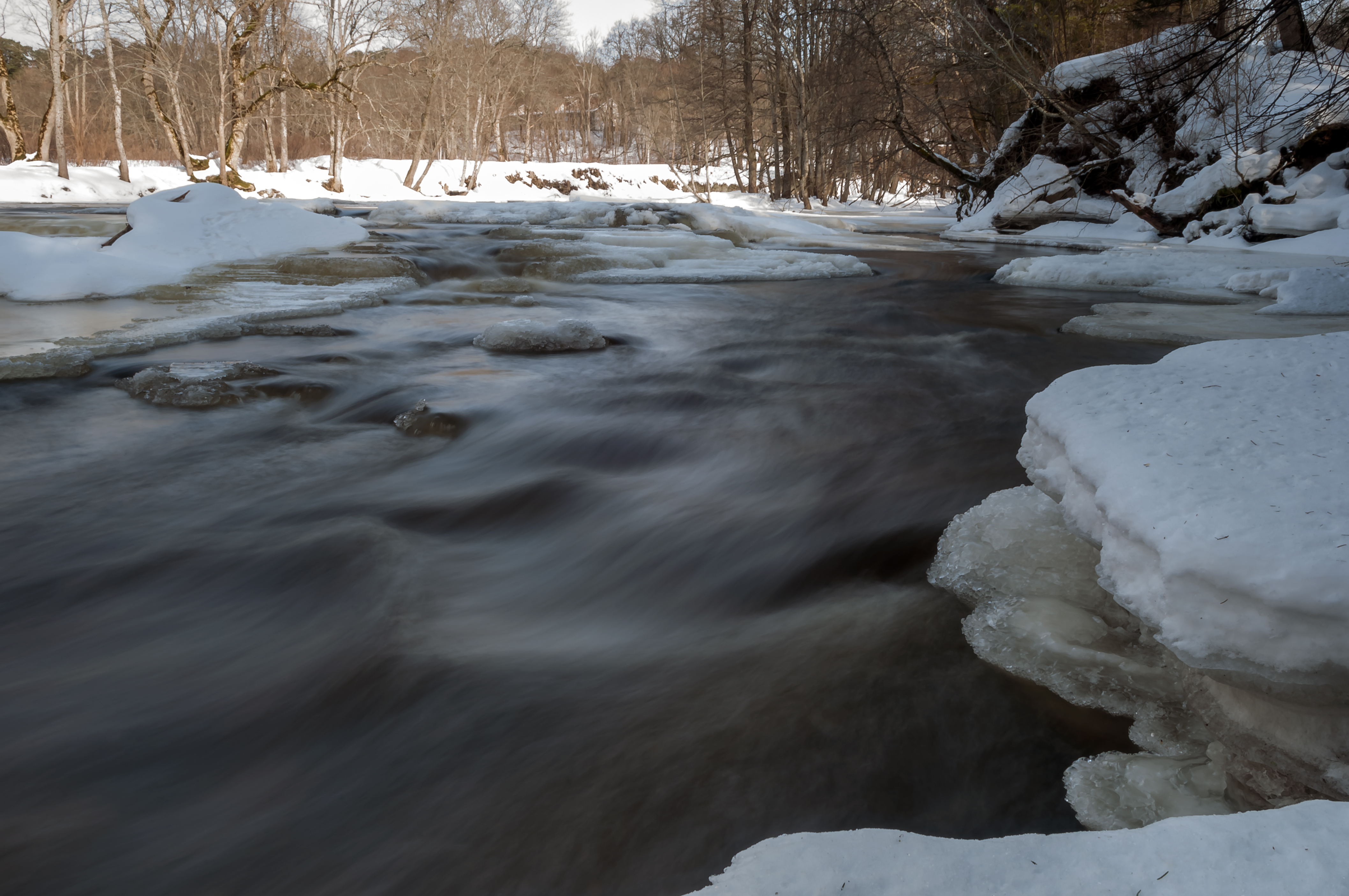
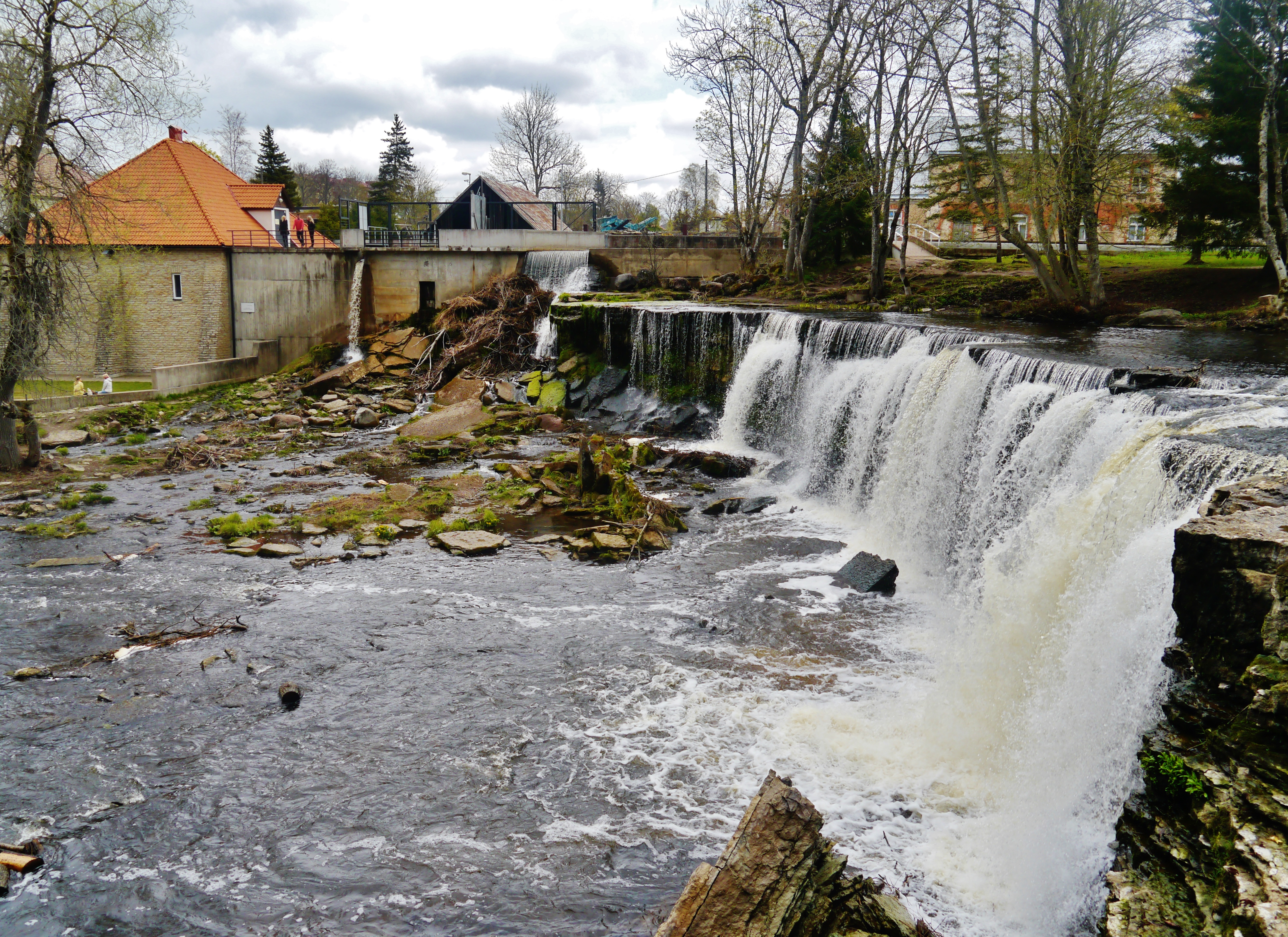
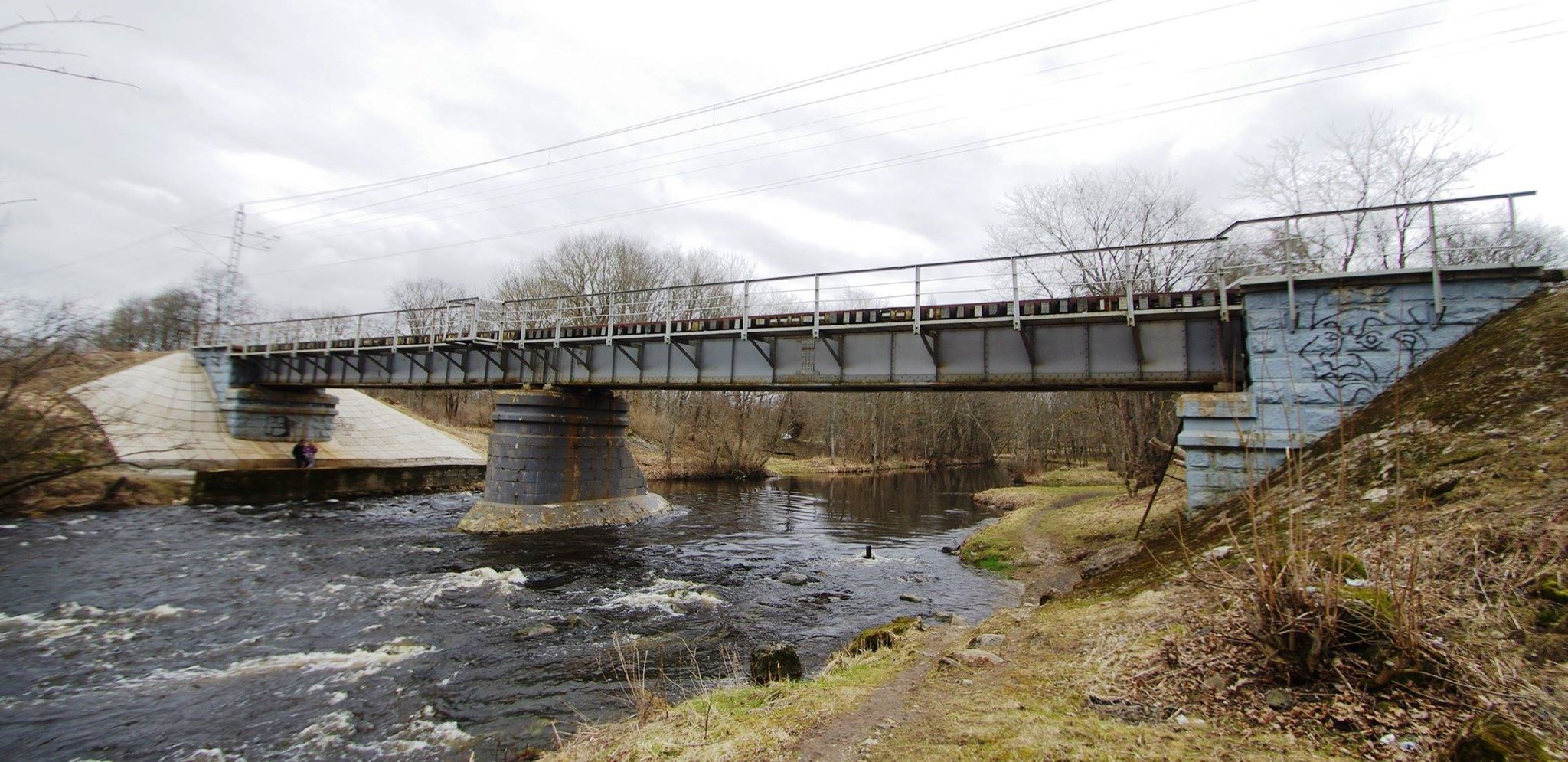
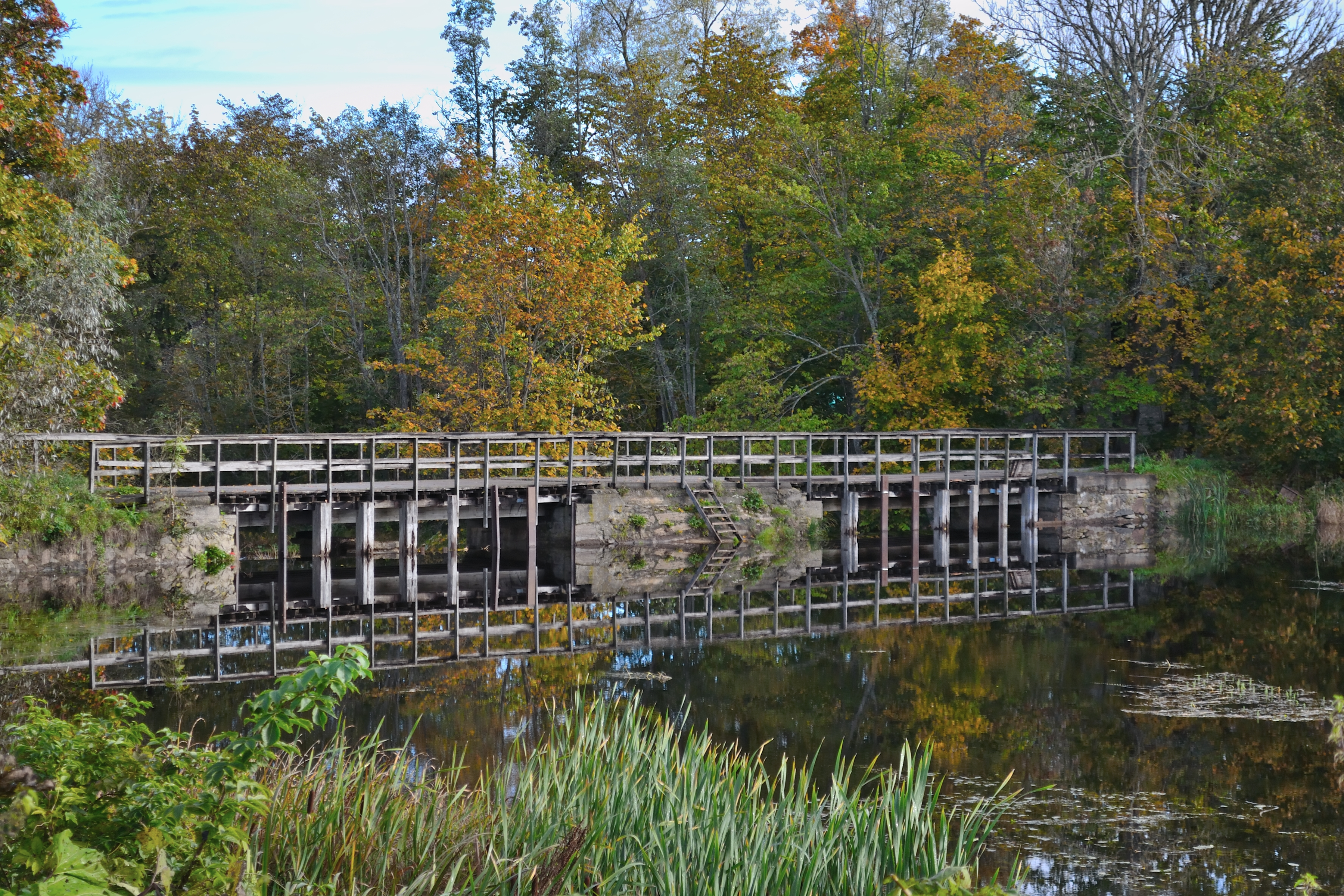